# Trzy czerwone sztandary
Trzy czerwone sztandary – potoczna nazwa trzech wielkich kampanii masowych, zainicjowanych w latach 1957–1958 przez Mao Zedonga. Trzema czerwonymi sztandarami określone zostały linia generalna partii i uzupełniające ją wielki skok naprzód oraz komuny ludowe. Ich celem miało być przyspieszenie tempa rozwoju gospodarczego i przeobrażeń społecznych. Nowa linia generalna partii, będąca rewizją programów z 1953 i 1956 została przyjęta podczas drugiej sesji VIII Zjazdu KPCh w maju 1958.
Realizacja trzech czerwonych sztandarów, wbrew pierwotnemu założeniu, zakończyła się ruiną chińskiej gospodarki i katastrofą polityczną, zwieńczoną 10-letnią rewolucją kulturalną.